# Ectropis albipunctata
Ectropis albipunctata là một loài bướm đêm trong họ Geometridae.